# Condylorrhiza vestigialis
Condylorrhiza vestigialis is een vlinder uit de familie van de grasmotten (Crambidae), uit de onderfamilie van de Spilomelinae. De wetenschappelijke naam van deze soort is voor het eerst voorgesteld als Botyodes vestigialis door Achille Guenée in een publicatie uit 1854.
De soort komt voor in Canada, de Verenigde Staten, Cuba, Puerto Rico, Mexico, Guatemala, Nicaragua , Costa Rica, Panama, Colombia, Ecuador, Brazilië en Argentinië.